# Cnemidophorus duellmani
Espèce
Cnemidophorus duellmani est une espèce de sauriens de la famille des Teiidae.

## Répartition
Cette espèce est endémique de la province du Darién au Panama.

## Étymologie
Cette espèce est nommée en l'honneur de William Edward Duellman.

## Publication originale
- McCranie & Hedges, 2013 : A review of the Cnemidophorus lemniscatus group in Central America (Squamata: Teiidae), with comments on other species in the group. Zootaxa, no 3722 (3), p. 301–316.